# Université nationale associée du Sud-Ouest
Lorsque la Seconde Guerre sino-japonaise a éclaté entre la Chine et le Japon en 1937, l'université de Pékin, l'université Tsinghua et l'université de Nankai ont fusionné pour former l'université temporaire de Changsha à Changsha et plus tard l'université nationale associée du Sud-Ouest (Lianda) (chinois simplifié : 国立西南联合大学 ; chinois traditionnel : 國立西南聯合大學 ; pinyin : Guólì Xīnán Liánhé Dàxué) à Kunming et dans le Xian de Mengzi, au sud-ouest de la Chine dans la province du Yunnan. Après la guerre, les universités sont revenues dans leurs lieux d'origine et ont repris leur fonctionnement.

## Histoire
Durant l'été 1937, l'Armée impériale japonaise  bombarde l'université de Nankai à Tianjin et occupe des territoires, dont le campus de deux des principales des universités de Pékin : l'université de Pékin et l'université Tsinghua. Ces trois universités, qui figurent parmi les plus prestigieuses du pays, parmi les institutions les plus modernes de l'enseignement supérieur et de la recherche, prennent la décision — avec l'accord de ceux qui dirigent ces institutions, des hommes qui avaient été formés à l'étranger — de se retirer à Changsha, capitale de la province du Hunan à environ 1 500 km de Pékin, pour s'unir. Au milieu de décembre 1937, de nombreux étudiants ont dû partir pour combattre les japonais lorsque la ville de Nankin est tombée à l'ennemi.
Comme les forces japonaises gagnent plus de territoire, ils bombardent Changsha, en février 1938. Les 800 membres du personnel de la faculté et étudiants qui y travaillaient ont dû fuir, et effectuer le voyage jusqu'à Kunming, capitale du Yunnan, province chinoise reculée et montagneuse du sud-ouest. C'est ici que l'université associée du sud-ouest (communément appelée « Lianda ») a été formée. En ces circonstances extraordinaires de temps de guerre durant huit années, le personnel, les professeurs et les élèves ont dû survivre et fonctionner dans des habitations de fortune qui ont été soumises à des campagnes sporadiques de bombardement par les forces impériales japonaises. En dépit de terribles pénuries de nourriture, d'équipement, de livres, de vêtements et d'autres besoins essentiels, ils ont réussi à maintenir le fonctionnement d'une université moderne. Au fil de ces années de guerre (1937-1945), Lianda est devenue célèbre à l'échelle nationale pour avoir accueilli et produit beaucoup, sinon la plupart, des plus éminents universitaires, chercheurs, scientifiques et intellectuels de Chine. On peut citer, par exemple, les lauréats du prix Nobel Chen Ning Yang et Tsung-Dao Lee.

### Suites

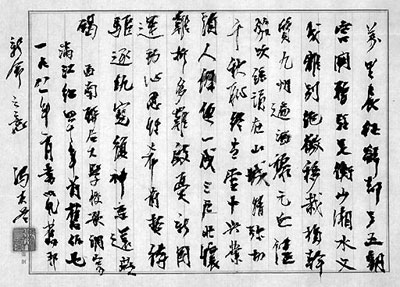
Chant de l'université par Feng Youlan.

Lorsque la guerre a pris fin avec la victoire sur les Japonais, la communauté Lianda, qui était restée pendant la guerre loyale au gouvernement de Tchang Kaï-chek, a émergé en 1946 comme un bastion de la critique du parti du Kuomintang dirigeant la Chine. En trois ans, la majorité de la communauté Lianda s'en étaient retournée dans les campus du nord de la Chine à Pékin et à Tianjin, et était prête à accepter la domination communiste. En plus de lutter pour la survie physique, le corps professoral Lianda et les élèves ont passé les années de guerre à s'efforcer de maintenir un modèle d'enseignement supérieur dans lequel les universités modernes, basées en grande partie sur le modèle américain, ont cherché à préserver une éducation libérale, une autonomie politique et la liberté académique. Victorieuses face aux privations en temps de guerre, face aux raids aériens ennemis, et face à la pression du Kuomintang, les universités constituant Lianda ont finalement succombé à la domination communiste.
En 1952, l'idéal de Lianda avait été en grande partie remplacé par un modèle politique et technocratique emprunté de l'Union Soviétique.

## Crédit d'auteurs
- (en) Cet article est partiellement ou en totalité issu de l’article de Wikipédia en anglais intitulé « National Southwestern Associated University » (voir la liste des auteurs).